# Joeropsis indicus
Joeropsis indicus är en kräftdjursart som beskrevs av Mueller1991. Joeropsis indicus ingår i släktet Joeropsis och familjen Joeropsididae. Inga underarter finns listade i Catalogue of Life.